# Edificio Academia la Purísima
El edificio Academia la Purísima situado en la calle Enmedio número 148 de la ciudad de Castellón de la Plana (España) es una edificación residencial plurifamiliar de estilo modernista construida en el año 1915, obra del arquitecto Godofredo Ros de Ursinos o de su hijo Luís Ros de Ursinos, su autoría aun es dudosa. Su estilo arquitectónico es el modernismo valenciano.

## Descripción
Se trataba de una sustitución con aumento de la volumetría, que conserva las características urbanas anteriores de procedencia más rural, de tal forma que la edificación se sitúa entre medianeras, sobre parcelas muy estrechas y profundas que forman manzanas estrechas en sentido este-oeste y muy alargadas en sentido norte-sur. 
La fachada, una de las más atractivas y singulares de la ciudad, de cuatro plantas, en la que la baja queda completamente separada de las altas, ya que habiendo sido remodelada, aparece con un hueco único de medianera a medianera, de tal forma que el acceso a las plantas superiores se produce a través del interior del bajo. Esto, unido a la inapropiada decoración de la planta baja, que ha destruido el arranque del edificio y situado una desconsiderada marquesina con anuncio luminoso incluido, hace que llamemos la atención sobre la necesaria recuperación de las características originales que puedan devolver a este edificio su integridad perdida.
Las tres plantas superiores quedan separadas compositivamente, ya que la primera es más autónoma y la segunda y la tercera están intencionadamente unificadas. Esto refuerza la función de la planta primera como principal, arrancando de un gran balcón corrido de contorno muy perfilado y aristas romas, que anuncia ya con su forma las tendencias modernistas de la forma y ornamentación. Dos grandes huecos recercados de piedra dan acceso al balcón, con dinteles de esquinas curvadas, rematados en unos extremos compositivos vegetales que forman a modo de capiteles que rematar las jambas, los entrepaños son de ladrillo caravista, igual que en el resto de la fachada. El ladrillo no es mero sistema de cierre, y está colocado al hueso con especial cuidado en el despiece.
La planta segunda inicia el tema del remate superior mediante balcón corrido, de forma similar al de planta primera aunque de menor dimensión. Es necesario mencionar también los balaustres de balcones, formados por un ligero y primoroso dibujo modernista, realizado con gruesa pletina de hierro forjado, rematado con piezas cilíndricas del mismo material.
El balcón superior, se apoya en una enorme ménsula central de piedra constituida por motivo floral modernista, finamente labrado.
La composición de las dos plantas superiores se basa en tres huecos centrales y los paños laterales ciegos de ladrillo, separados por seis pilastras de piedra que atraviesan la imposta del forjado intermedio y mueren en la cornisa superior en ménsulas. El conjunto es singular, y en ese ánimo de modulación y fuerte presencia de las pilastras, muy perfiladas, podemos extraer elementos goticistas pero también una posición que, a través de la inclusión de signos sezession son también preracionalistas. Esta adscripción centroeuropea queda corroborada por los tableros con decoración en relieve, sobre las estrías que forma el ladrillo. 